# 立役
立役（）とは、歌舞伎における尋常な成年男子の役、またその役を演じる役者。
対象とならない役は、芯からの悪人（敵役）、滑稽を主とするもの（道化役）、老人（老役）であるが、現在では役者の職掌としての敵役・道化役はなくなり、立役役者がこれをかねているものの、役には区別があり、その役柄の階級は武士から町人にいたるまで幅広く、多く劇中において善人方としてふるまい、白塗りのこしらえをもっぱらとする。立役役者は歌舞伎における中心的な存在であり、ほかの職掌にある役者よりも高い地位にあるものとされた。通常、立役が座頭をつとめる。

## 役種
立役には以下のような役種がある。

### 荒事
荒事（）は、超人的な力をもつ正義の勇者。多く勇猛粗暴な性格の持主として描かれ、非現実的な霊力によって悪人を退治する江戸歌舞伎独特の役柄で、その起源は金平浄瑠璃の坂田金平に遡る。現在では主として市川團十郎家に継承されており、暫・鳴神などのような古様を残す直接的な荒事のほかに、助六・弁慶（勧進帳）のように写実性のなかに荒事の要素を溶けこませた作品もある。

### 実事
実事（）は、円満な常識をそなえ、理非分別のあるすぐれた人物。劇中の問題を解決し、ドラマのしめくくりをつける役であることが多いために「さばき役」とも呼ばれる。かつては和事と並んで立役の主要な役種とされ、一座の座頭が演じることが多く、実事師という呼名さえあった。大星由良助などがその例。 

### 和事
和事（）は、男女のあいだの情愛を扱う際にその主人公となる若い男。やわらか味のある美男子で、番付の二枚目に書出されるところから二枚目の語源ともなった。元禄歌舞伎における傾城買いの伝統から発した役種で、初代坂田藤十郎などに代表される上方系のもの（『吉田屋』の伊左衛門・紙治など）と、初代中村七三郎や初代澤村宗十郎などに代表される江戸系のもの（曾我十郎など）がある。